# Linia kolejowa nr 548
Linia kolejowa nr 548 – zelektryfikowana, jednotorowa linia kolejowa znaczenia miejscowego łącząca rozjazd nr 7 z rozjazdem nr 11 na stacji Warszawa Gdańska.